# Libro de Oración Común

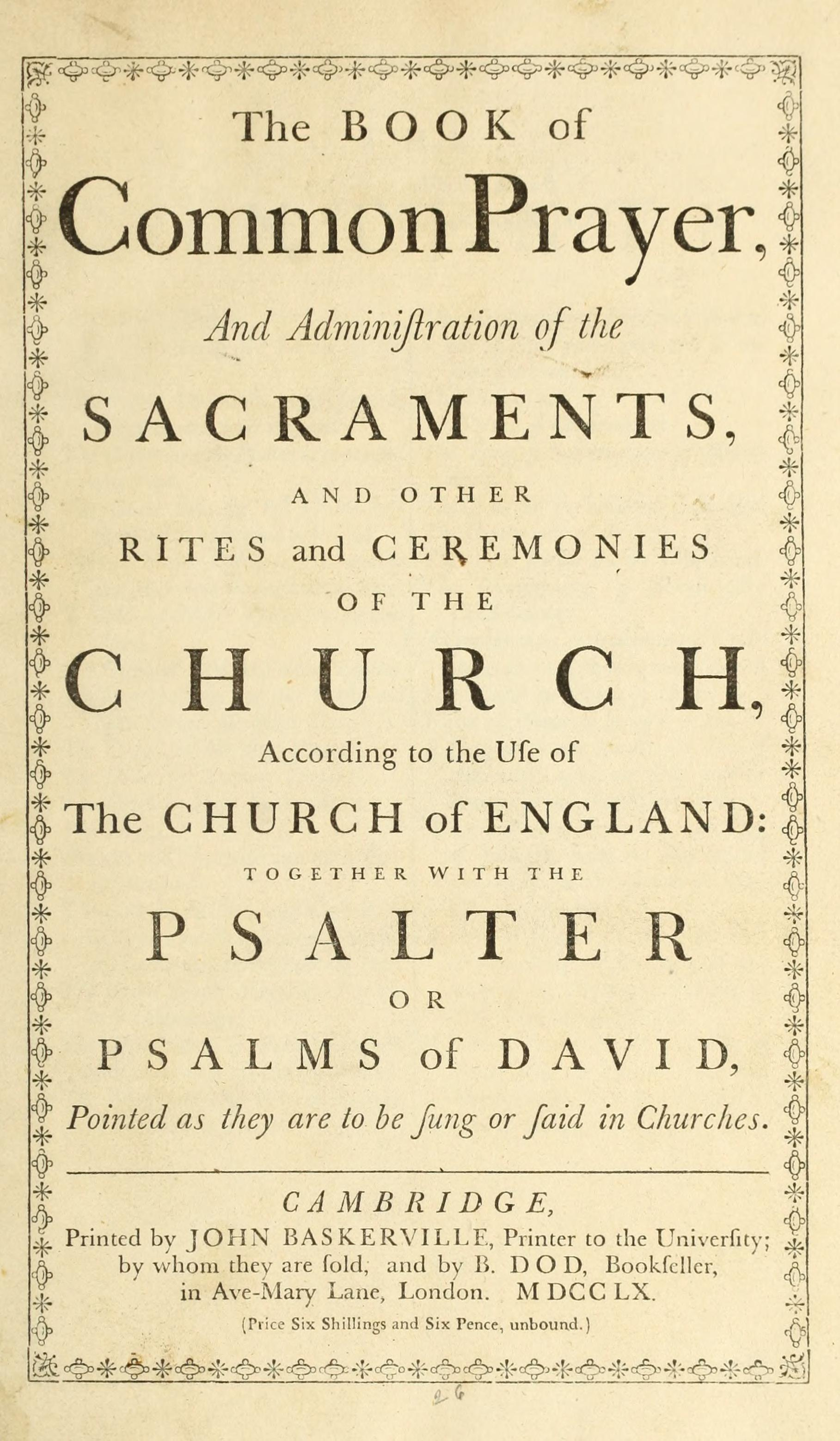
Impresión de 1760 del Libro de Oración Común de 1662, impreso por John Baskerville

El Libro de Oración Común (LOC, en inglés: Book of Common Prayer o BCP) es el título abreviado de varios libros de oraciones relacionados y usados en la Comunión anglicana, así como en otras iglesias cristianas relacionadas históricamente con el anglicanismo. Es el libro fundacional de oración de la Iglesia de Inglaterra (y de la Comunión anglicana). Es uno de los instrumentos de la Reforma en Inglaterra, que luego sería revisado y adoptado por los demás países en que se estableciera el Anglicanismo. El Libro de Oración Común reemplazó los varios "usos" o ritos en latín que se estaban llevando a cabo en diferentes partes del país, agrupándolos en un solo volumen en inglés para que de "ahora en adelante se utilizara solo este" 
El libro original, publicado en 1549 bajo el reinado de Eduardo VI, fue un producto de la reforma anglicana tras la ruptura con Roma. La obra de 1549 fue el primer libro de oraciones en incluir las formas completas de la liturgia para los cultos diarios y dominicales en idioma inglés. Contenía la "Oración de la Mañana", la "Oración de la Tarde", las "Letanías" y la "Sagrada Comunión", así como las liturgias ocasionales completas: los ritos para el Bautismo, la Confirmación, el Matrimonio, las "oraciones para los enfermos" y una liturgia funeraria. También se recogen íntegramente los "Propios" (es decir, las partes de la liturgia que variaban semana a semana o, a veces, diariamente a lo largo del año eclesiástico): los introitos, las colectas y las lecturas de la epístola y del evangelio para el servicio dominical de la Sagrada Comunión. Las lecturas del Antiguo y del Nuevo Testamento para la oración diaria se especificaban en formato tabular, así como los Salmos; y los cánticos, en su mayoría bíblicos, que se proporcionaban para ser rezados o cantados entre las lecturas. Su publicación provocó una sublevación católica en Cornualles y Devon entre el 6 de junio y el 17 de agosto de 1549, duramente reprimida por Edward Seymour, I duque de Somerset. 
Al libro de 1549 le siguió pronto una revisión más reformada en 1552 bajo la misma mano editorial, la de Thomas Cranmer, arzobispo de Canterbury. Sólo se utilizó durante unos meses, puesto que tras la muerte de Eduardo VI en 1553, su media hermana María I restauró el culto católico. María murió en 1558 y, en 1559, Isabel I reintrodujo el libro de 1552 con modificaciones para hacerlo aceptable a los fieles y al clero de mentalidad más tradicional. 
En 1604, Jacobo I ordenó algunos cambios más, siendo el más significativo la adición al Catecismo de una sección sobre los Sacramentos. Tras los tumultuosos eventos que rodearon a la guerra civil inglesa, cuando el Libro fue de nuevo abolido, se publicó otra modesta revisión en 1662. Esta edición se mantiene, en derecho, como el libro de oración principal de la liturgia de la Iglesia de Inglaterra, si bien a lo largo de las últimas décadas del siglo XX formas alternativas que eran técnicamente suplementos desplazaron en gran medida al Libro de Oración Común para el culto dominical principal de la mayoría de las iglesias parroquiales inglesas, siendo el más reciente el Common Worship, publicado el primer domingo de Adviento del año 2000.
En las iglesias de la comunión anglicana, o las derivadas de ella, se utiliza un Libro de Oración Común con variaciones locales en más de 50 países diferentes y en más de 150 idiomas distintos. En algunas partes del mundo, el Libro de 1662 sigue siendo la versión técnicamente autorizada, pero otros libros o patrones lo han sustituido en el culto regular.
Libros de oración ingleses tradicionales de luteranos, metodistas y presbiterianos ingleses se han inspirado en el Libro de Oración Común y los ritos matrimoniales y funerarios se han incorporado a los de otras denominaciones y a la lengua inglesa. Al igual que la versión de la Biblia del rey Jaime y las obras de Shakespeare, muchas palabras y frases del Libro de Oración Común han entrado en el lenguaje común en esa lengua.

## Nombre completo
El nombre completo del Libro de Oración Común de 1662 es The Book of Common Prayer and Administration of the Sacraments and other Rites and Ceremonies of the Church, according to the use of the Church of England, Together with the Psalter or Psalms of David, pointed as they are to be Sung or said in churches: And the Form and Manner of Making, ordaining, and Consecrating of Bishops, Priests, and Deacons ("El Libro de Oración Común y Administración de los Sacramentos y otros Ritos y Ceremonias de la Iglesia, según el uso de la Iglesia de Inglaterra, junto con el Salterio o los Salmos de David, señalados tal y como deben cantarse o recitarse en las iglesias: Y la Forma y Manera de Hacer, Ordenar y Consagrar a los Obispos, Sacerdotes y Diáconos").

## En el anglicanismo actual
Varias de las iglesias nacionales que forman parte la Comunión Anglicana, así como las iglesias metodistas, han redactado y publicado sus propias versiones del Libro de Oración Común.
La Iglesia Anglicana de Chile tiene su propio LOC (Libro de Oración Común) desde 1973.